# باسكال دانيل
باسكال دانيل (بالفرنسية: Pascal Danel)‏ هو مغنّي فرنسي شهير ولد في باريس في 31 مارس/آذار 1944. اشتُهر في كامل القارة الأوروبية وبلدان الشرق الأوسط وفي اليابان. من أهم أغانية كيليمانجارو عام 1966.

## وصلات خارجية
- باسكال دانيل على موقع IMDb (الإنجليزية)
- باسكال دانيل على موقع ميوزك برينز (الإنجليزية)
- باسكال دانيل على موقع ديسكوغز (الإنجليزية)
- باسكال دانيل على موقع قاعدة بيانات الفيلم (الإنجليزية)